# Wells, Nevada
Wells är en ort i Elko County i delstaten Nevada, USA.